# Резвой, Дмитрий Петрович
Дми́трий Петро́вич Резво́й (6 [19] августа 1912, Санкт-Петербург — 27 августа 1993) — советский геолог, доктор геолого-минералогических наук, профессор, Заслуженный деятель науки и техники Украины.

## Биография
Родился 6 (19) августа 1912 года в городе Санкт-Петербург. Отец — зоолог Пётр Дмитриевич Резвой (1887—1963).
В 1935 году окончил Ленинградский горный институт
В 1943 году окончил аспирантуру в МГРИ.
Работал в Таджикско-Памирской экспедиции.
Начальник геологической партии в Киргизском геологическом Управлении.
В 1952 году переехал в город Львов, работал заведующим кафедрой Львовского государственного университета.
Специалист в области геотектоники и региональной геологии Памира и Тянь-Шаня.
Был участником Международного геологического конгресса (1937, 1964, 1972, 1984).
Скончался 27 августа 1993 года[где?].

## Награды, премии и звания
- Орден «Знак Почёта»
- Медаль «За доблестный труд в Великой Отечественной войне 1941—1945 гг.»
- Заслуженный деятель науки и техники Украины.